# 30232 Stephaniejarmak
30229 Neilbowles è un asteroide della fascia principale. Scoperto nel 2000, presenta un'orbita caratterizzata da un semiasse maggiore pari a 2,655544 UA e da un'eccentricità di 0,168470, inclinata di 13,136663° rispetto all'eclittica.